# Giuseppe Romeo (vescovo)
Giuseppe Romeo (Catona, 7 luglio 1870 – Nocera Inferiore, 26 ottobre 1935) è stato un vescovo cattolico italiano.

## Biografia
Nato a Catona il 7 luglio 1870, concittadino della serva di Dio Brigida Maria Postorino, finiti gli studi di sacerdozio fu ordinato dal cardinale Gennaro Portanova nel 1894.
Nel 1901 fu mandato come parroco a Catona dove durante il terremoto del 1908 si prodigò con fervore.
Il 12 luglio 1913 fu eletto vescovo di Nocera dei Pagani (oggi Nocera Inferiore-Sarno), e vi rimase fino alla morte avvenuta nel 1935.

## Genealogia episcopale
La genealogia episcopale è:
- Cardinale Scipione Rebiba
- Cardinale Giulio Antonio Santori
- Cardinale Girolamo Bernerio, O.P.
- Arcivescovo Galeazzo Sanvitale
- Cardinale Ludovico Ludovisi
- Cardinale Luigi Caetani
- Cardinale Ulderico Carpegna
- Cardinale Paluzzo Paluzzi Altieri degli Albertoni
- Papa Benedetto XIII
- Papa Benedetto XIV
- Papa Clemente XIII
- Cardinale Marcantonio Colonna
- Cardinale Giacinto Sigismondo Gerdil, B.
- Cardinale Giulio Maria della Somaglia
- Cardinale Carlo Odescalchi, S.I.
- Cardinale Costantino Patrizi Naro
- Cardinale Lucido Maria Parocchi
- Cardinale Girolamo Maria Gotti, O.C.D.
- Arcivescovo Rinaldo Camillo Rousset, O.C.D.
- Vescovo Giuseppe Romeo